# Paul Moller
Paul Moller es un ingeniero e inventor que desde la infancia ha tenido la idea y la ilusión de crear una máquina como resultado de una combinación de un avión y un vehículo, ya desde los 15 años ha trabajado en prototipos de vehículos voladores de la cual casi todos los prototipos han sido fallidos.

## Historia
Nació en Canadá, hizo muchos prototipos de vehículos voladores, ya de pequeño tenía su afición a las máquinas, a los 15 años ya había construido un helicóptero y muchos prototipos de vehículos voladores a la cual todos los intentos han sido fallidos, algunos de los prototipos fallidos son: XM-2, XM-3 y XM-4.
En la actualidad Paul ha logrado crear el SKYCAR M400 y el M200X que durante más de 30 años es el resultado de un gran esfuerzo, estos prototipos han sido un éxito, pero en la actualidad se están realizando pruebas para que los prototipos se puedan vender y el gobierno permita que este vehículo pueda volar sobre las calles.

## Prototipos

### SKYCAR M400
La producción de configuración del M400 Skycar ha pasado por unos permutaciones como muchas horas de ensayo en túnel de viento mostró formas de mejorar el rendimiento del avión. Uno de los objetivos a largo plazo ha sido la de encontrar la manera de operar en el Skycar sitúe en la misma configuración que cuando se opera sobre el terreno. Esto permitiría que a la tierra y la sitúe en un área mucho más pequeña, por ejemplo en la franja mediana de una carretera como podría hacerse en carretera durante una misión médica de emergencia. 
El presente M400X estuvo cerca de lograr esto, pero debido a que el ala / cola es hasta ahora de nuevo el ascensor / arrastre proporción es sólo 7,5 y los muertos-stick vuelo sin motor es de alta velocidad, haciendo una potencia un aterrizaje muy difícil. Ahora hemos encontrado la manera de mover el brazo hacia adelante y añadir barrer a fin de que junto con las extensiones de cola en la aleta, lograr un ascensor / arrastre ratio de 12,5. Además de ser capaz de oscilen con las alas plegadas, el transporte bajo las ruedas son más aparte de una mayor estabilidad terreno. Esta nueva configuración tiene menos interferencia entre el flujo de aire delanteras y las traseras, góndolas, mejor visibilidad desde la cabina del piloto para mejorar la tierra y las operaciones aéreas, y muertos-stick velocidad de vuelo sin motor que es sustancialmente más bajo.

### M200X
Moller International ha desarrollado, integrado y demostrado todas las diferentes tecnologías necesarias para los pequeños, con el soporte de carga y aviones VTOL recibido suficiente información para convertirse en la confianza de que estos vehículos tienen un enorme comerciales y militares potencial de mercado. Más de 200 tripulados y no tripulados demostraciones de vuelo de su pasajero 2-VTOL volantor (designado el M200X) se han producido desde 1989.

### XM-4
XM-4 Skycar similares a los XM-3, el XM-4 fue también un pequeño de dos pasajeros platillo en forma de avión. Alentados por su éxito anterior de la XM-2 y XM-3 construcción de este modelo se inició en 1970. El XM-4 figuran ocho Fichtel-Sachs motores rotativos que rodearon a los pasajeros en un patrón circular y debutó en 1974.

### XM-3
La construcción de la XM-3 comenzó en 1966 y fue un pequeño de dos aviones de pasajeros VTOL de diseño único. Un solo anillo de alimentación del ventilador de 8 go-kart los motores rodeado a los pasajeros para crear la necesaria para levantar vuelo vertical. En 1968, el doctor Moller voló el XM-3 en tierra. Esta configuración fue patentado en 1969.

### XM-2
En 1962, el doctor Moller construyó un seis y un modelo a escala de la XM-2. Dos años más tarde en el garaje de su residencia en Davis, CA, comenzó la construcción de los aviones a tamaño completo. Como Moller Aircraft Corporation, el doctor Moller terminó la construcción de este prototipo con ayuda de dos 2-ciclo McCulloch zumbido que producen los motores de suficiente potencia para permitir que el XM-2 para sitúe en terreno efecto en 1965. Con el éxito de su primer vuelo VTOL, el doctor Moller comenzó a re-motor de la XM-2 en 1966 con dos motores fuera borda Mercury. 
Bajo el patrocinio de UC Davis. El motor de re-XM-2 fue volado por la Internacional de la Prensa en el aeropuerto de UC Davis en 1966. En 1968 el Dr. Moller recibió su primera patente sobre este VTOL XM-2 de configuración.
- Datos: Q705347